# San Atanasio (título cardenalicio)
San Atanasio (Sancti Athanasii) es un título cardenalicio instituido el 22 de febrero de 1962 por Juan XXIII con la constitución apostólica Prorsus singularia. Se corresponde con la iglesia romana de Sant'Atanasio, que se encuentra en el rione Campo Marzio, en el centro de Roma.

## Titulares
- Gabriel Acacius Coussa, O.S.B. (1962)
- Josyp Slipyj (1965-1984)
  - Vacante (1984-2012)
- Lucian Mureșan (2012-)